# Digitaria subcorymbosa
Digitaria subcorymbosa là một loài thực vật có hoa trong họ Hòa thảo. Loài này được (A.Camus) A.Camus mô tả khoa học đầu tiên năm 1922.